# Detlef Kühnel
Detlef Kühnel (* 11. April 1945 in Roth) ist ein  ehemaliger deutscher Triathlet, Triathlonveranstalter und -funktionär.

## Leben
Kühnel ist mit Manuel Debus die erste deutsche Person, die einen Ironman-Triathlon bestritten hat und gilt damit als einer der Gründerväter der deutschen Triathlonbewegung. Bei seinen Starts am 9. Oktober 1982 und 1983 beim Ironman Hawaii benötigte er 14:48:16 h (Platz 623) bzw. 12:33:09 h (Platz 327). 1984 gehörte er zu den 51 Finishern unter 74 gemeldeten Teilnehmern der zweiten Auflage des „Canadian International Ultra Triathlon“ in Penticton, aus dem 1986 der Ironman Canada wurde. Früher hatte er Tennis gespielt, einen Reitverein gegründet, im Januar 1985 nahm er auf einem Motorrad, einer KTM 600, an der Rallye Paris-Dakar teil.
Am 24. September 1984 richtete Kühnel mit dem „Franken-Triathlon“ in Roth mit Unterstützung von Hubert Schwarz als Ressortleiter des Schwimmwettkampfes und anderen Mitgliedern der von ihm ebenfalls 1984 gegründeten Triathlonabteilung des TSV 1859 Roth den ersten Triathlon aus, mit internationalen Teilnehmern und insgesamt 130 Startern bei Wassertemperaturen von deutlich unter 17 Grad. Danach ging es stetig bergauf. Ein Jahr später richtete er die Bayerischen Meisterschaften aus, 1986 die Deutschen und 1987 die Europameisterschaften. Die Zeitungen berichteten überschwänglich von 50.000 Zuschauern. Unter den Zuschauern befand sich auch Valerie Silk, die Veranstalterin des Ironman Hawaii und damalige Inhaberin der Marke „Ironman“. Sie weilte auf der Suche nach einem europäischen Partner für ein Qualifikationsrennen für Hawaii vier Tage in Roth.
Parallel kümmerte Detlef Kühnel sich um die Organisation des neuen Sports: Als am 1. Mai 1985 der Bayerische Triathlon-Verband als erster deutscher Landesverband ins Leben gerufen wurde, fungierte Detlef Kühnel als erster Sportwart. Kühnel hatte wesentlichen Anteil daran, dass im Februar 1986 der von Manuel Debus gegründete „Deutsche Triathlon Verband“ mit dem von Günther Kissler gegründeten „Deutschen Triathlonbund“ (DTrB) zur Deutschen Triathlon Union fusionierte und war deren Vizepräsident. In dieser Funktion nahm Detlef Kühnel auch an der Gründungsversammlung der International Triathlon Union (ITU) am 1. April 1989 in Avignon teil.
Für das erste europäische Ironman-Rennen, den Ironman Europe 1988, meldeten sich 706 Teilnehmer, darunter zwanzig Frauen, an. Standen die Vorgängerveranstaltungen noch unter der offiziellen Obhut des TSV Roth, hatte Detlef Kühnel wegen des nochmals gestiegenen Risikos hierzu die Firma Freizeit und Sport Promotion Detlef Kühnel GmbH gegründet. ARD und ZDF berichteten insgesamt 42 Minuten, 80.000 Zuschauer zählte die Polizei, und zwei Jahre später gestand Detlef Kühnel der Süddeutschen Zeitung, anschließend drauf und dran gewesen zu sein, die „sündteuren Europa-Rechte“ schleunigst wieder zurückzugeben, da ihm das ganze einen Haufen Schulden bereitet habe.
1990 berichtete 3sat in einer fast zehnstündigen Live-Übertragung und das ZDF brachte eine Zusammenfassung von dem Event, zu dem sich 1.349 Teilnehmer anmelden. 1993 zählte Detlef Kühnel 2.325 Anmeldungen für den Ironman und musste erstmals Absagen verschicken – mehr als 1.700 Starter wagte er nicht zuzulassen. Von 1993 bis 2000 organisierte Kühnel zusätzlich den Powerman in Spalt, wohin Detlev Kühnel 1996 auch inklusive Büro umzogen war. Die Organisation der Veranstaltungen war längst zum Full-Time-Job geworden, zuvor hatte Detlef Kühnel zwanzig Jahre als Bautechniker bei der Nürnberger Versicherung gearbeitet. 1998 wurde sogar die Zahl von 4.000 Anmeldungen überschritten, aus denen aber nur 2.700 Teilnehmer zugelassen werden konnten.
1999 sank die Anzahl der Anmeldungen für den Ironman plötzlich auf 2.186. Zum einen gab es mittlerweile mit dem Ironman Lanzarote, Zürich sowie Klagenfurt weitere Hawaii-Qualifier in Europa, zum anderen zeigte sich die Szene verärgert, dass Detlef Kühnel seinen Powerman Spalt, der 1998 mit 1.245 Startern zum weltweit größten Duathlon wurde, zum Qualifier für Roth gemacht hatte. Kühnel zeigte sich lernfähig – im Jahr 2000 gab es mit 3.386 Anmeldungen wieder 686 mehr Teilnahmewillige als Startplätze.
Aber mittlerweile war auch die Firma von Dr. James P. Gills, Inhaber einer Augenklinik in Florida und Triathlet der ersten Stunde, die World Triathlon Corporation (WTC), die seit sie im Dezember 1989 Valerie Silk ihre Marke Ironman abgekauft hatte Lizenzgeber von Detlef Kühnel war, interessiert, ein größeres Stück vom Kuchen abzubekommen. Weitere Rennen in Europa sollten etabliert werden, was auch weniger Qualifikationsplätze in Roth bedeutet hätte, mehr Geld wollte die WTC und Kühnel sollte auch die Anzahl der Startplätze reduzieren und den in Roth etablierten Start in mehreren Startgruppen zugunsten einer einzelnen Startgruppe abschaffen. Auch wenn die WTC schon seit einigen Jahren unverhohlen Wettbewerber förderte – die Konkurrenz in Zürich erhielt jedes Jahr ein paar Qualiplätze mehr, Roth ein paar weniger – Kühnel baute auf den guten Ruf seiner Veranstaltung und wollte die Änderung des 2001 auslaufenden Vertrags nicht mittragen.
Ende 2000 erhielt Detlef Kühnel dann von Kurt Denk, als Inhaber einer Reiseagentur u. a. für Teilnehmer am Ironman Hawaii regelmäßig mit einem Stand auf den Triathlonmessen in Roth vertreten, die Information, dass Denk beim Ironman Hawaii von der WTC angesprochen worden war, eine Alternativveranstaltung zum Ironman Europe aufzubauen.
2001 wurde dann die letzte Veranstaltung unter dem Namen Ironman Europe – und unter der Verantwortung von Detlef Kühnel – durchgeführt. Die Regie für die nun unter dem Namen Challenge Roth organisierte Veranstaltung übertrug Detlef Kühnel an Herbert Walchshöfer, der ebenfalls von Beginn an als Pressechef und Moderator des Ironman Europe mit dabei gewesen war.
In den ersten Jahren war Detlef Kühnel aber zumindest noch teilweise beteiligt – so fädelte er beispielsweise 2003 die Worlds Best Triathlon Serie mit der Challenge Hilpoltstein und der Challenge Erding ein.
Als Herbert Walchshöfer 2006 schwer erkrankte und schließlich im Oktober 2007 starb, war Detlef Kühnel da und half der Familie Walchshöfer, dass die Veranstaltung – seit 2004 wieder zum größten Langdistanz-Triathlon der Welt geworden – reibungslos organisiert werden konnte.
2014 wurde Detlef Kühnel von der Zeitschrift Triathlon mit dem Live Time Award geehrt.